# Antonio Santacroce
Antonio Santacroce (ur. w 1598 w Rzymie, zm. 25 listopada 1641 tamże) – włoski kardynał.

## Życiorys
Urodził się w 1598 roku w Rzymie, jako syn markiza Marcella Santacroce. Studiował w rodzinnym mieście, gdzie uzyskał doktorat z prawa. Został protonotariuszem apostolskim, w latach 1622–1625 był wicelegatem w Viterbo, a następnie pełnił funkcję referendarza w Najwyższym Trybunale Sygnatury Apostolskiej. 21 marca 1627 roku został wybrany arcybiskupem tytularnym Seleucii, otrzymując dyspensę z powodu nieosiągnięcia kanonicznego wieku 30 lat. Sakrę przyjął 27 marca, a 16 kwietnia został mianowany nuncjuszem apostolskim w Polsce. 19 grudnia 1629 roku został kreowany kardynałem prezbiterem i otrzymał kościół tytularny SS. Nereo e Achilleo. W 1630 roku zrezygnował z nuncjatury, a rok później został arcybiskupem Chieti. W 1636 roku został przeniesiony do diecezji Urbino. Zmarł 25 listopada 1641 roku z powodu gruźlicy.